# Diocesi di Zeugma di Mesopotamia
La diocesi di Zeugma di Mesopotamia (in latino Dioecesis Zeugmatensis in Mesopotamia) è una sede soppressa del patriarcato di Antiochia e una sede titolare della Chiesa cattolica.

## Storia
Zeugma di Mesopotamia è un'antica sede episcopale della provincia romana della Mesopotamia nella diocesi civile d'Oriente. Faceva parte del patriarcato di Antiochia ed era suffraganea dell'arcidiocesi di Amida.
La sede non è menzionata da Michel Le Quien nell'opera Oriens Christianus, che conosce solo la diocesi di Zeugma di Siria nella provincia Eufratense. Essa però è segnalata in una Notitia episcopatuum del VI secolo: nessun vescovo tuttavia è conosciuto. Ernest Honigmann è del parere che Zeugma sia un nome diverso o un errore di trasmissione testuale per indicare Dadima, attestata come sede vescovile nel VI secolo.
Dal 1933 Zeugma di Mesopotamia è annoverata tra le sedi vescovili titolari della Chiesa cattolica; la sede finora non è stata mai assegnata.